# Spaso-preobraženský klášter (Jaroslavl)
Spaso-preobraženský klášter (rusky Спасо-Преображенский монастырь) je bývalý pravoslavný klášter v centru ruské Jaroslavle. V dějinách města hrál po mnoho staletí významnou roli coby jeho duchovní, kulturní a ekonomické centrum. Právě zde byla nalezena jedna z nejvýznamnějších památek staroruské literatury, Slovo o pluku Igorově. V současné době slouží jeho areál jako muzeum. Od roku 2005 je v rámci Historického centra Jaroslavle zanesen na seznam světového dědictví UNESCO.

## Historie
Klášter byl založen v 12. století uvnitř městských hradeb, přičemž sám byl důležitým obranným prvkem. V letech 1216-1218 zde fungovalo první duchovní učiliště v severovýchodní části Kyjevské Rusi (potom přeneseno do Rostova na Donu). Roku 1224 byl vysvěcen chrám Proměnění Páně. Již v 1. polovině 13. století se v klášteře nacházela velká knihovna a skriptorium.
Po požáru roku 1501, který silně poškodil klášterní budovy, byl chrám Proměnění Páně znovu vystavěn podle vzoru chrámu Zvěstování a Archandělského chrámu Moskevského kremlu. Nová stavba byla vysvěcena roku 1516 a svoji podobu si zachovala dodnes. Nyní se jedná o nejstarší stavbu v Jaroslavli. Vnitřní výmalba byla zhotovena v letech 1563-1564.
Současně s novým chrámem Proměnění Páně byla postavena také první kamenná věž, Svatá brána. V 16. století vznikla zvonice a klášterní jídelna s Křížovým chrámem. Mezi lety 1550-1580 byly také staré dřevěné hradby nahrazeny kamennými. Klášter se tak stal nejlépe opevněnou částí města, po rozebrání dřevěných hradeb Jaroslavského kremlu na konci 18. století se dokonce začalo nesprávně říkat kreml právě areálu Spaso-preobraženského kláštera.

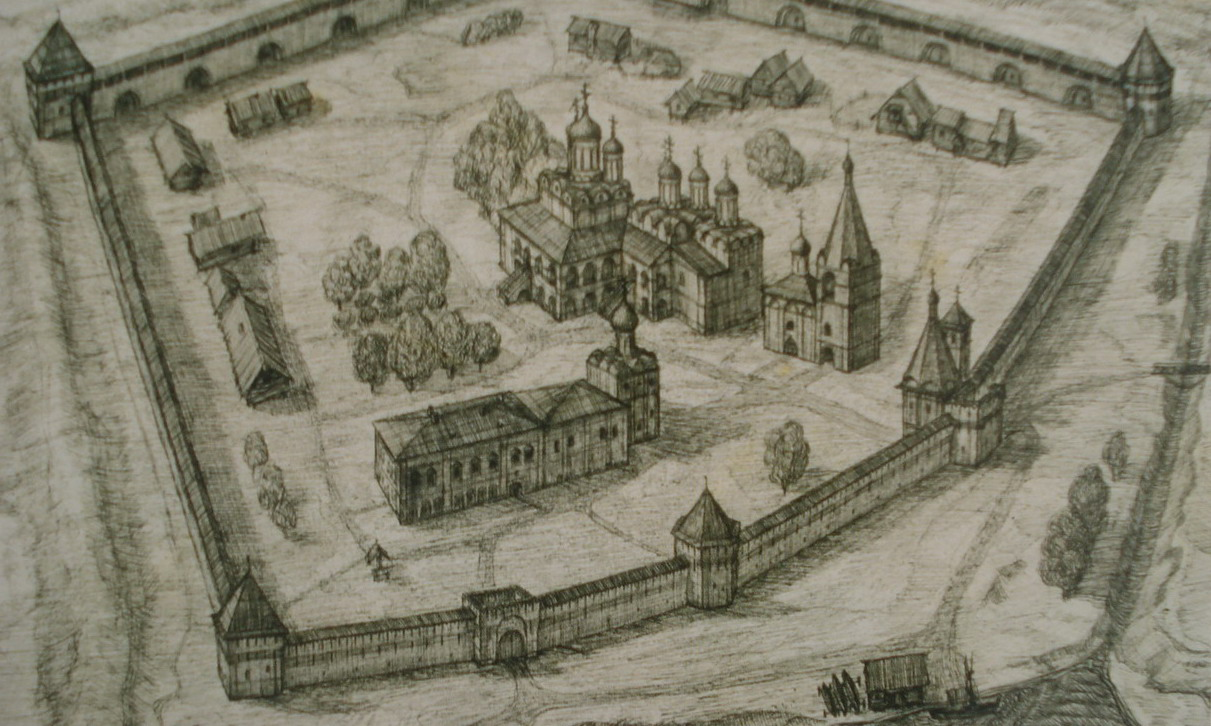
Klášter na počátku 17. století

V klášteře rád pobýval car Ivan IV. Hrozný. Daroval proto klášteru 245 vesnic, rybolovná místa a solivárny, osvobodil jej od daní a daroval mu soudní imunitu.
V období smuty roku 1609 byl klášter neúspěšně obléhán Poláky, kteří jinak dobyli zbytek města. Právě od zdí Spaso-preobraženského kláštera se vypravili povstalci pod vedením Kuzmy Minina a Dmitrije Požarského, aby osvobodili Moskvu od polsko-litevských okupantů.
V letech 1621-1646 byly klášterní hradby poničené obléháním opraveny a zpevněny, byly přistavěny nové věže. V této podobě se částečně dochovaly do našich časů. Na konci 17. století byly hradby dlouhé 820 metrů, vysoké 10,5 m, široké 2,8-3 m.
Od roku 1747 zde působil Jaroslavský duchovní slovansko-latinský seminář. V roce 1787 byl klášter definitivně zrušen, když byl jeho areál vybrán jako sídlo jaroslavského archijereje. Vznikla tak celá řada nových staveb pro účely duchovní školy a církevní správy.
Během protibolševického povstání v Jaroslavli roku 1918 byl klášter silně poničen, s restaurátorskými pracemi se však začalo již téhož roku. Za 5 let byl areál opraven a začal být využíván jako muzeum, k čemuž slouží dodnes.

## Galerie

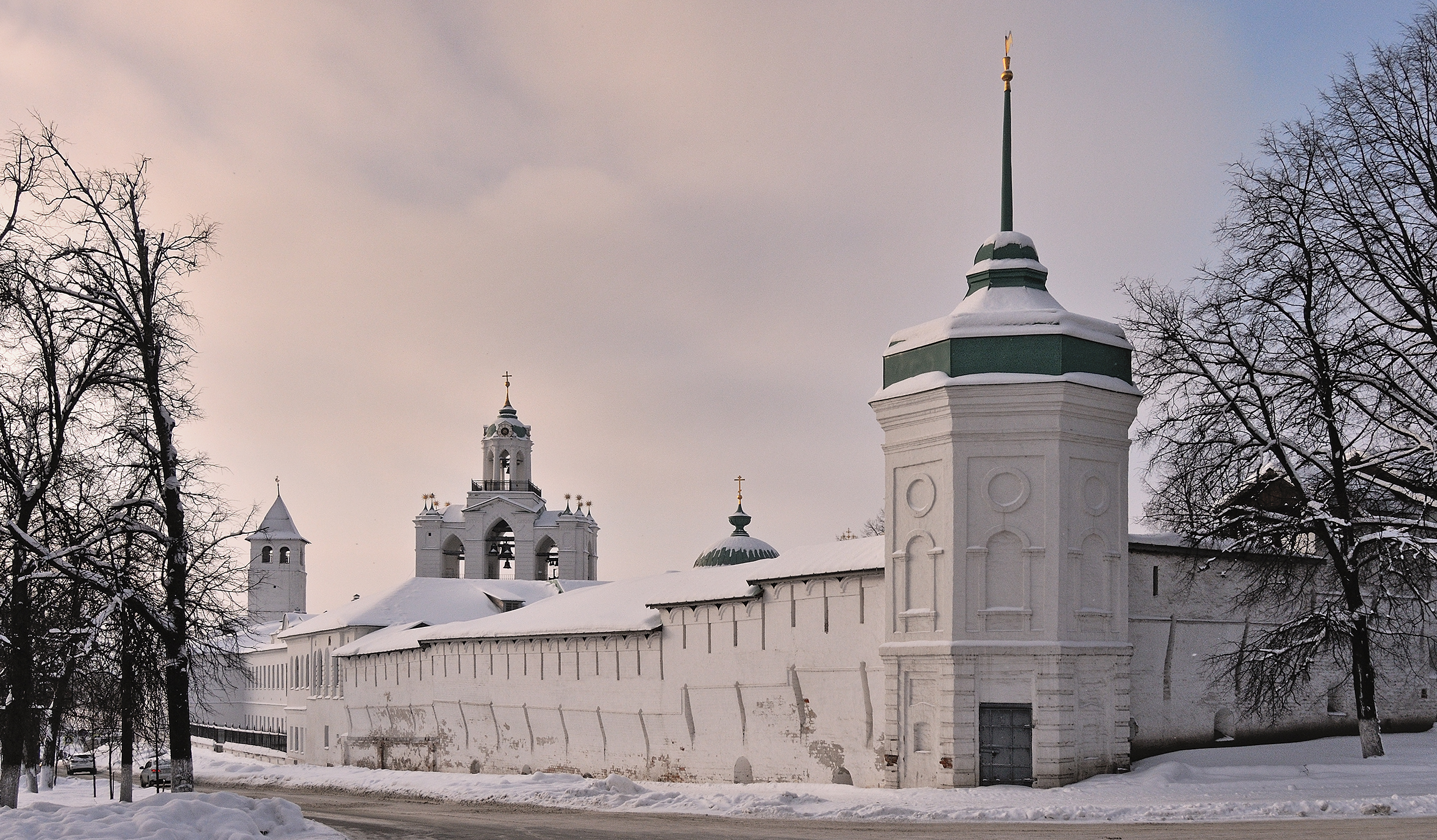
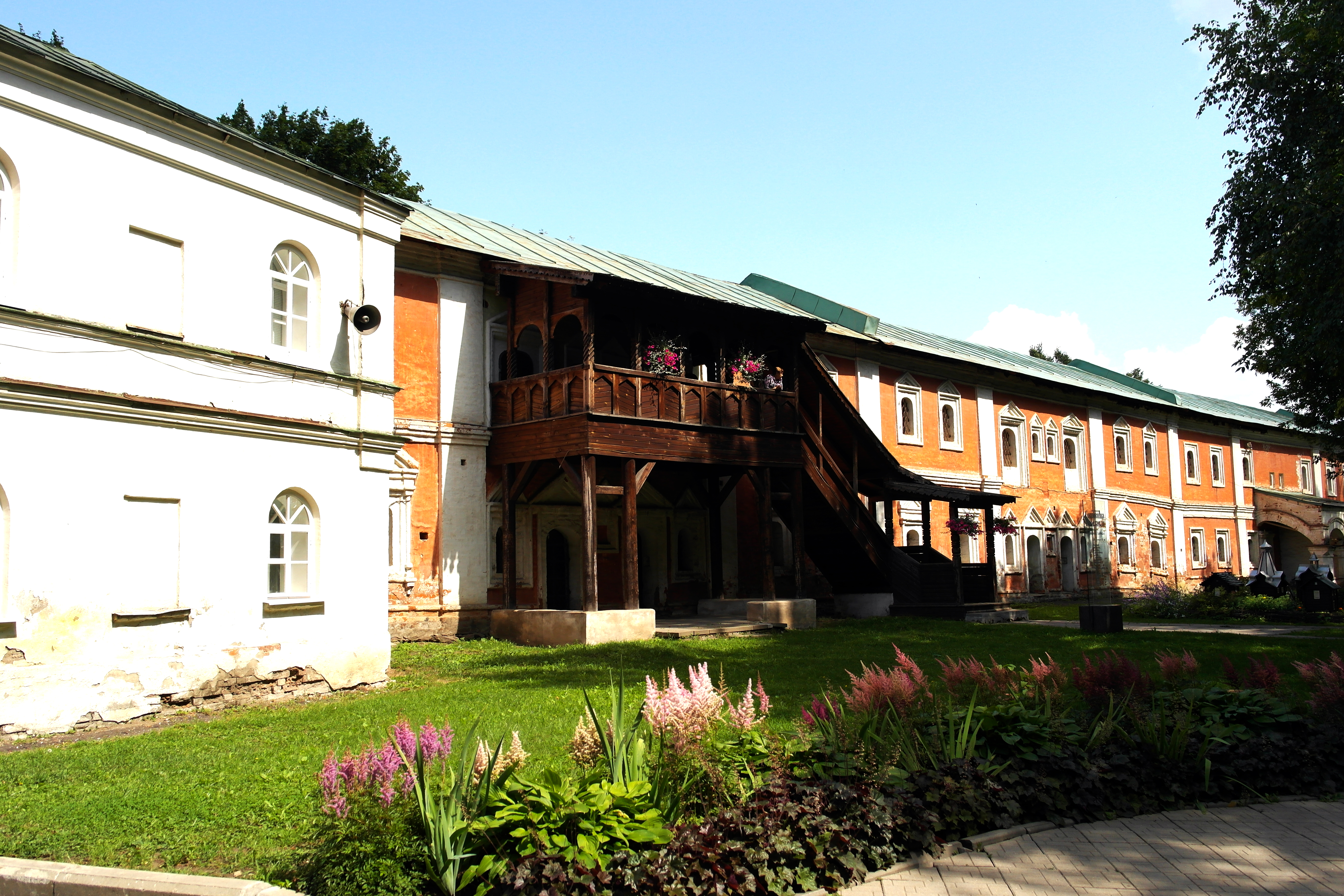
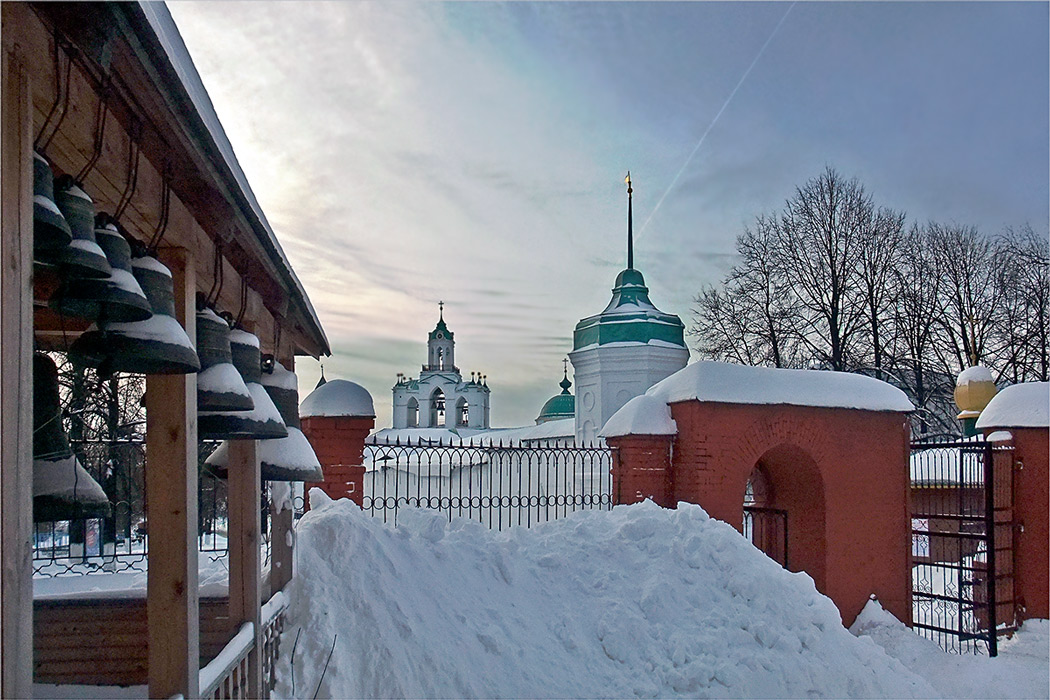
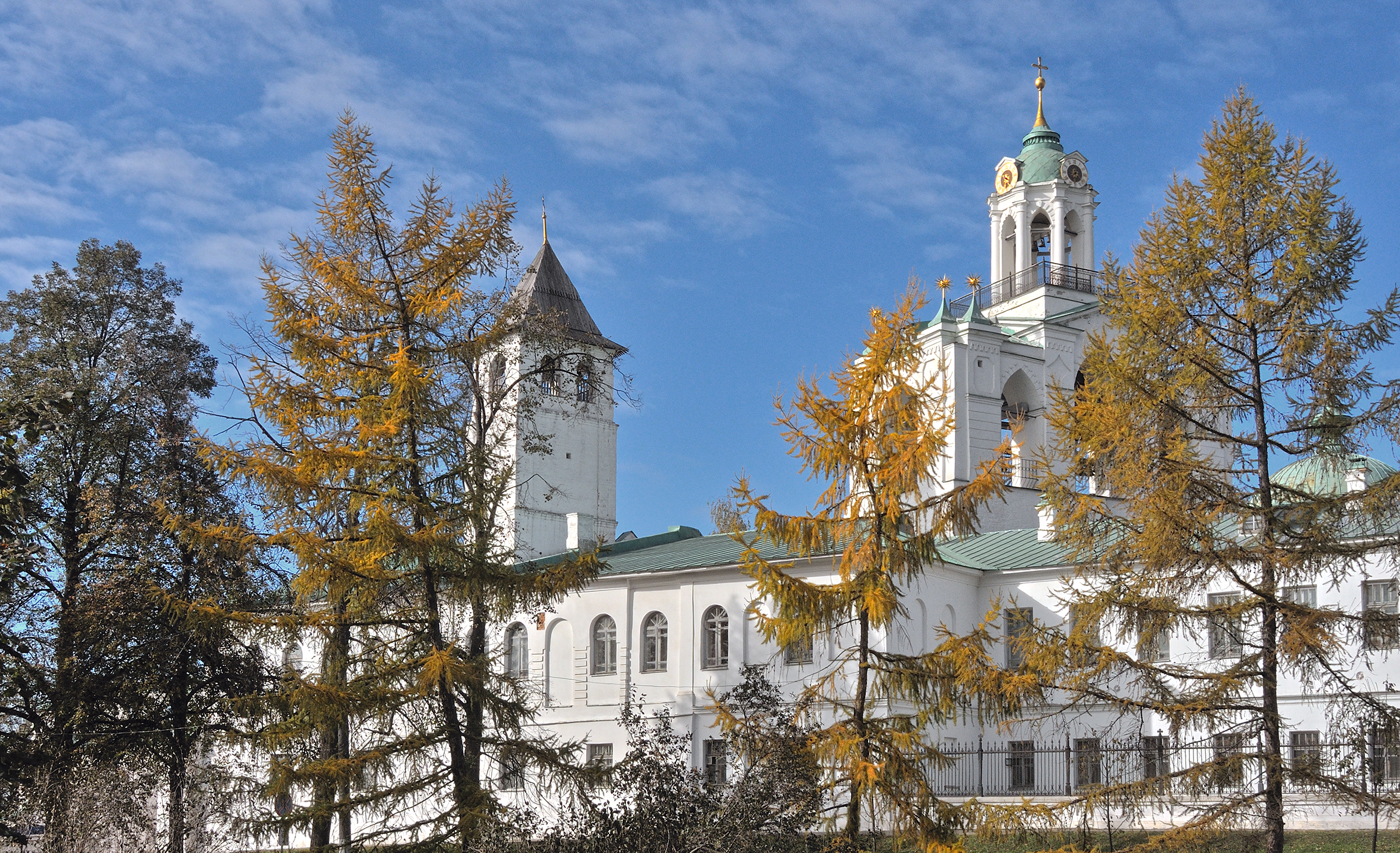
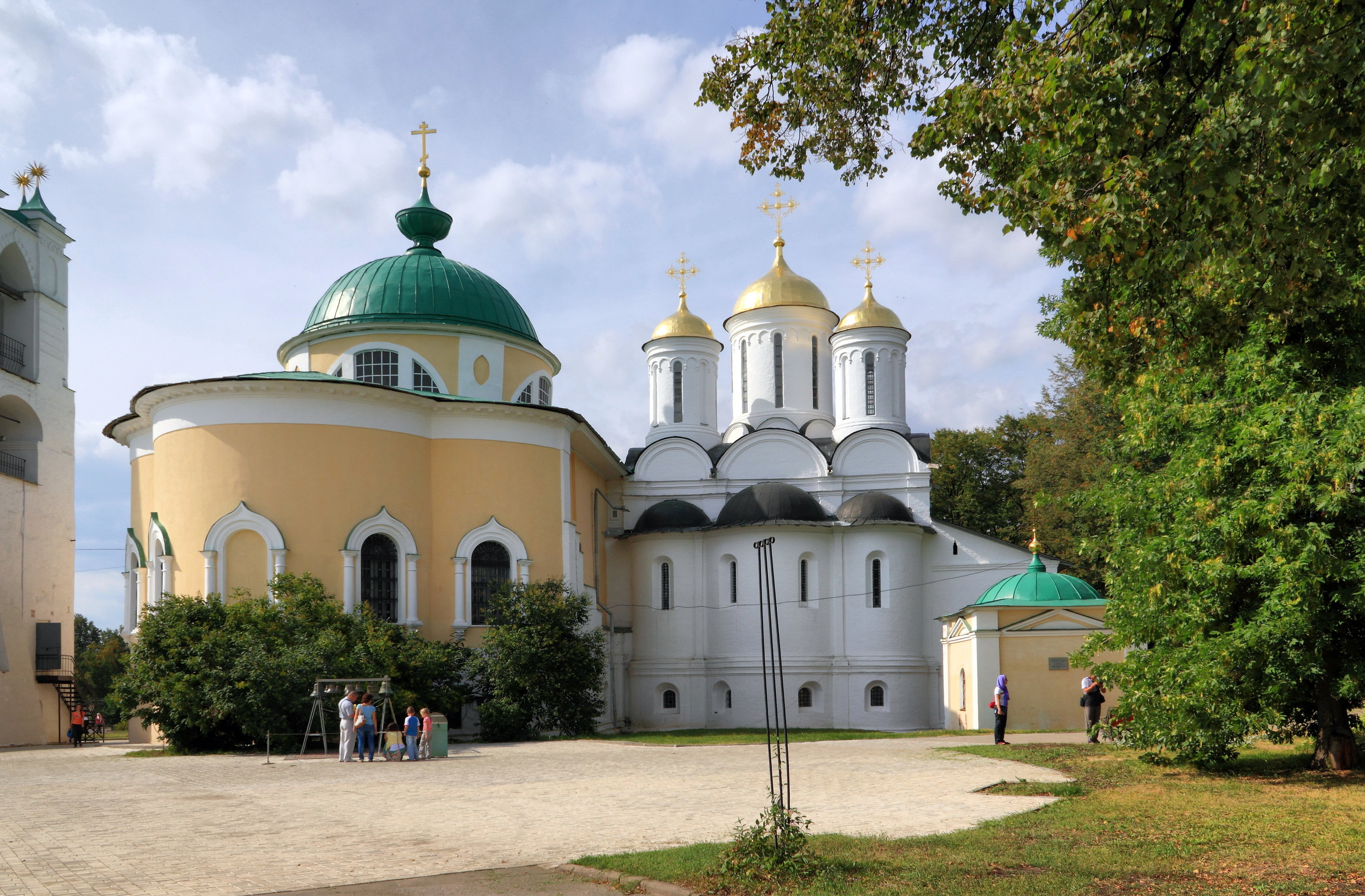
Chrám Proměnění Páně (vpravo) a chrám Jaroslavských divotvůrců
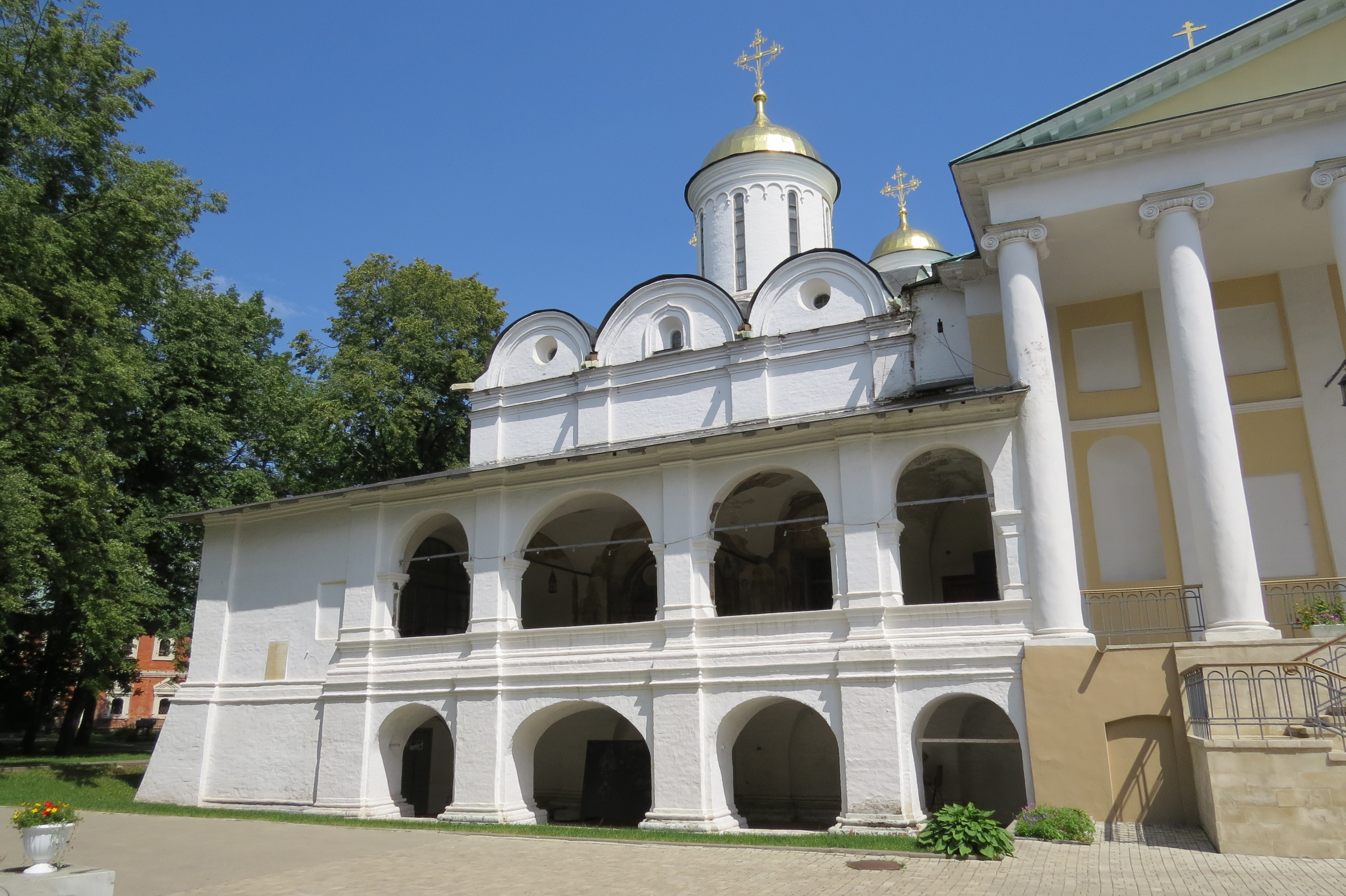
Chrám Proměnění Páně
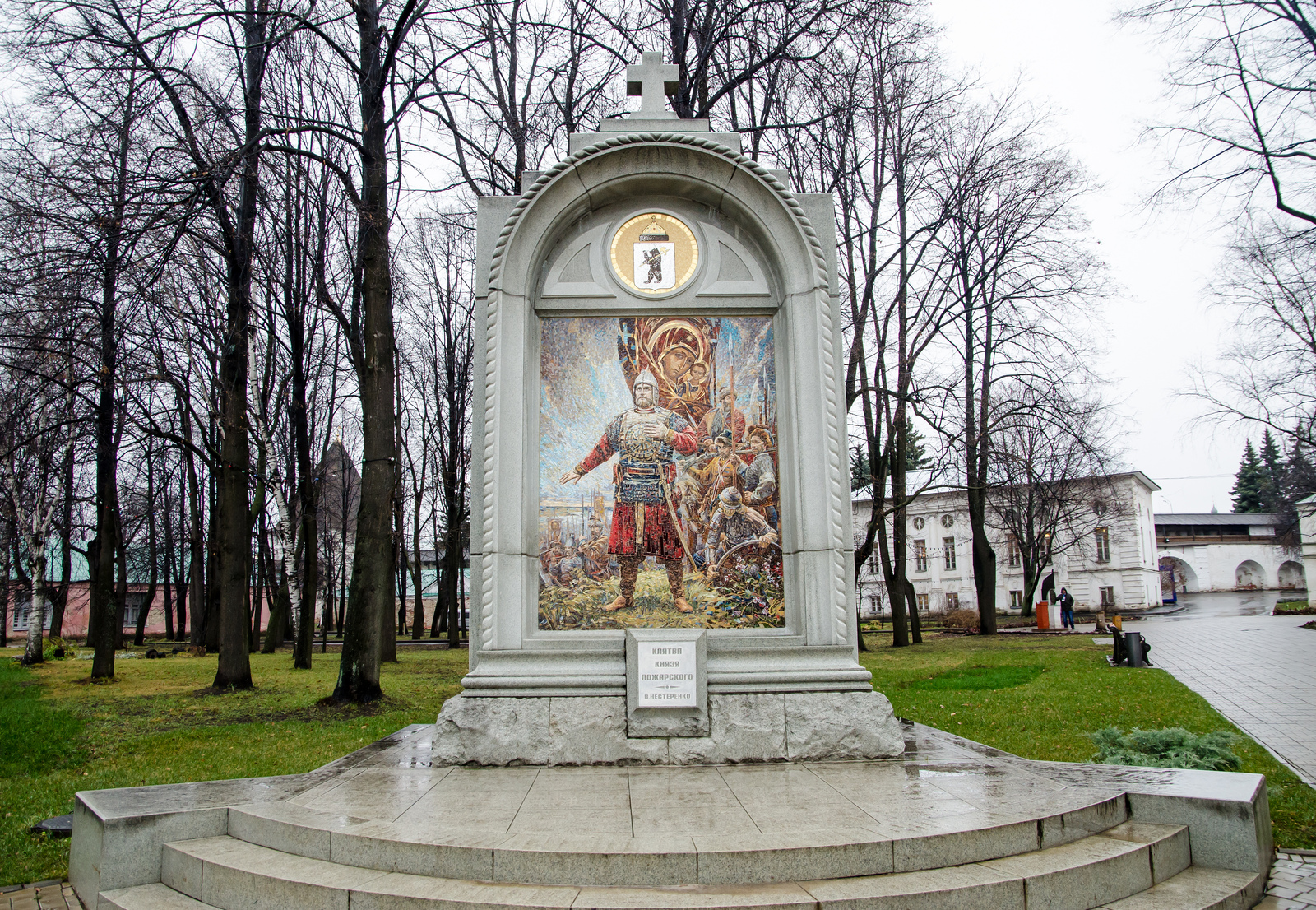
Pomník knížeti Požarskému